# (6212) Franzthaler
(6212) Franzthaler es un asteroide perteneciente al cinturón de asteroides, región del sistema solar que se encuentra entre las órbitas de Marte y Júpiter, descubierto el 23 de junio de 1993 por Michael Nassir desde el Observatorio del Monte Palomar, Estados Unidos.

## Designación y nombre
Designado provisionalmente como 1993 MS1. Fue nombrado Franzthaler en homenaje a Franz Thaler, escritor, originario del Tirol del Sur (Italia), y superviviente de Dachau y Hersbruck. Las memorias de Thaler, Unvergessen (Unforgotten), iniciaron el proceso para aceptar lo sucedido durante la era nazi. Creía firmemente en la coexistencia pacífica de los tres grupos étnicos que vivían en el Tirol del Sur.

## Características orbitales
Franzthaler está situado a una distancia media del Sol de 2,475 ua, pudiendo alejarse hasta 2,808 ua y acercarse hasta 2,142 ua. Su excentricidad es 0,134 y la inclinación orbital 11,33 grados. Emplea 1422,67 días en completar una órbita alrededor del Sol.

## Características físicas
La magnitud absoluta de Franzthaler es 12,8. Tiene 11,198 km de diámetro y su albedo se estima en 0,102. 